# オイレウス (小惑星)
オイレウス (9907 Oileus) は、木星の前方トロヤ群にある小惑星の一つ。パロマー天文台のトム・ゲーレルスとライデン天文台のファン・ハウテン夫妻が発見した。
『イーリアス』などに登場する小アイアースの父でロクリスの王、オイレウスに因んで名付けられた。